# Illustration anatomique

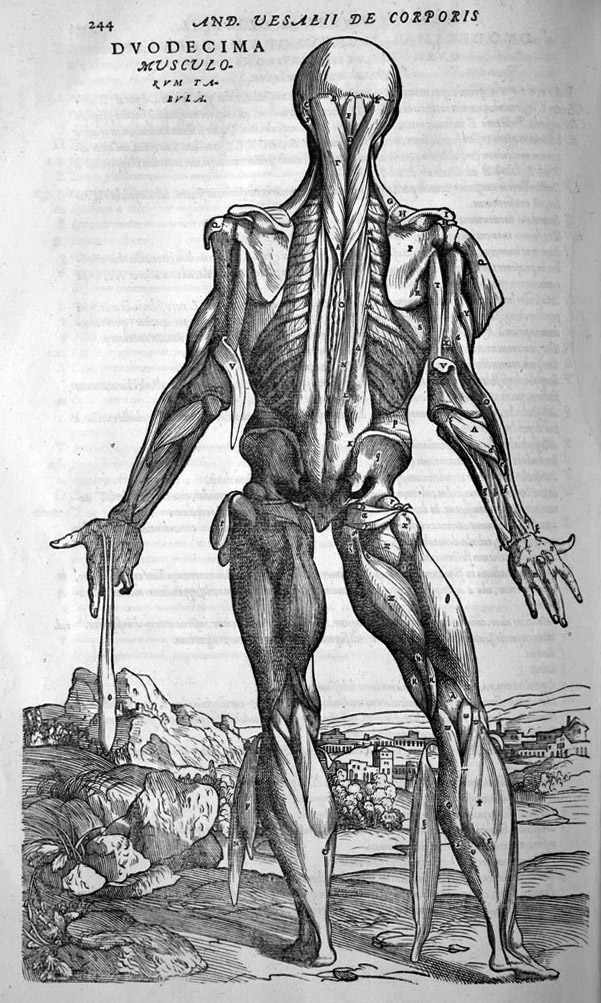
Illustration anatomique esthétisante représentant un homme écorché de dos dans un traité d'anatomie d'André Vésale.

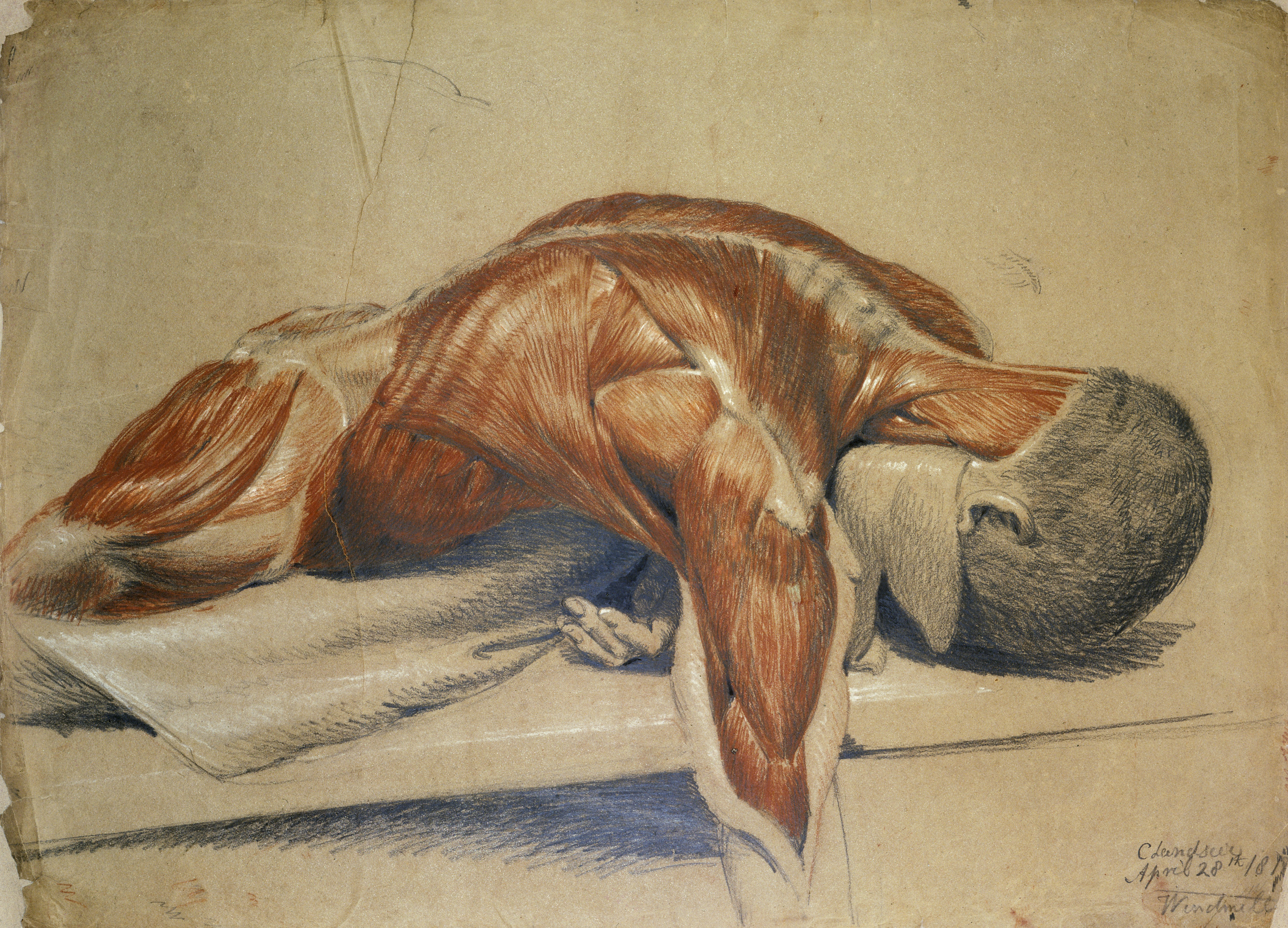
Écorché, étude de l'épaule, par Charles Landseer.

Une illustration anatomique est une illustration, généralement sous la forme d'une planche, qui représente visuellement l'anatomie d'un ou plusieurs êtres vivants sur un support en deux dimensions. Images dont la vocation était d'abord éducative — ce qui explique qu'on les retrouve dans nombre de traités spécialisés — les illustrations anatomiques avaient également, le plus souvent, une fonction esthétique destinée à attirer les lecteurs, en particulier du fait d'une mise en scène impressionnante de l'anatomie humaine.
La planche anatomique est un outil pédagogique parfait pour le praticien ; elle lui permet d’expliquer de façon claire une pathologie, ses symptômes et son traitement, et ainsi d'aider le patient à comprendre la démarche thérapeutique.
Elles contribuèrent ainsi très largement à ce que l'historien et épistémologue Rafael Mandressi a appelé une « civilisation de l'anatomie ».
Historiquement, on constate que les planches anatomiques ont évolué avec les progrès de la médecine.
Nécessitant sans cesse de nouvelles dissections, de plus en plus audacieuses en termes de précision et de difficultés, elles ont réclamé une étroite collaboration entre médecins anatomistes, illustrateurs et imprimeurs.
Afin de fournir des supports techniques fiables aux étudiants et aux médecins, il fallut améliorer instruments, techniques de dessins et d'impressions.
La contribution des planches anatomiques au développement de la médecine fut essentielle.

### Illustrations

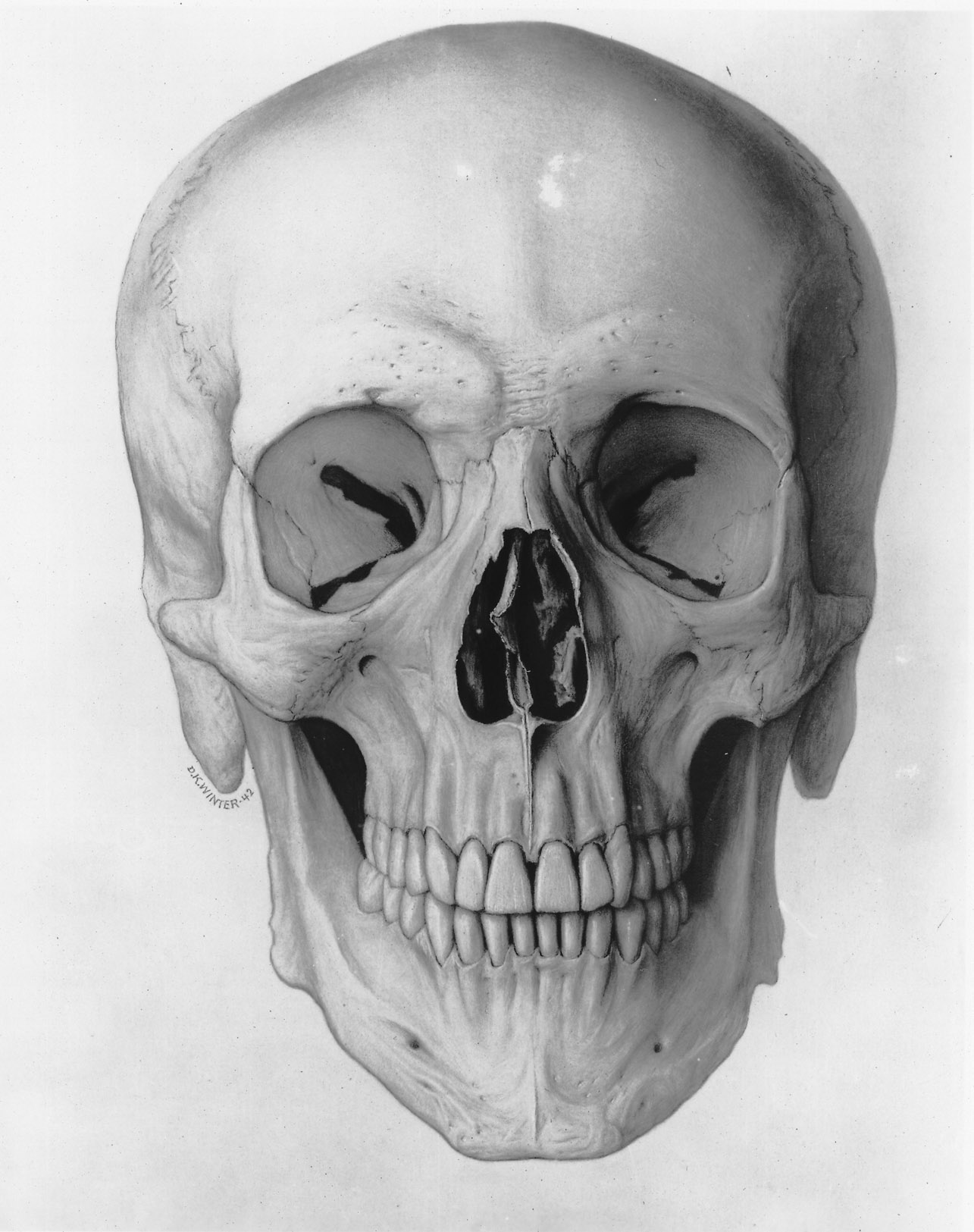
Illustration médicale de Duncan K. Winter
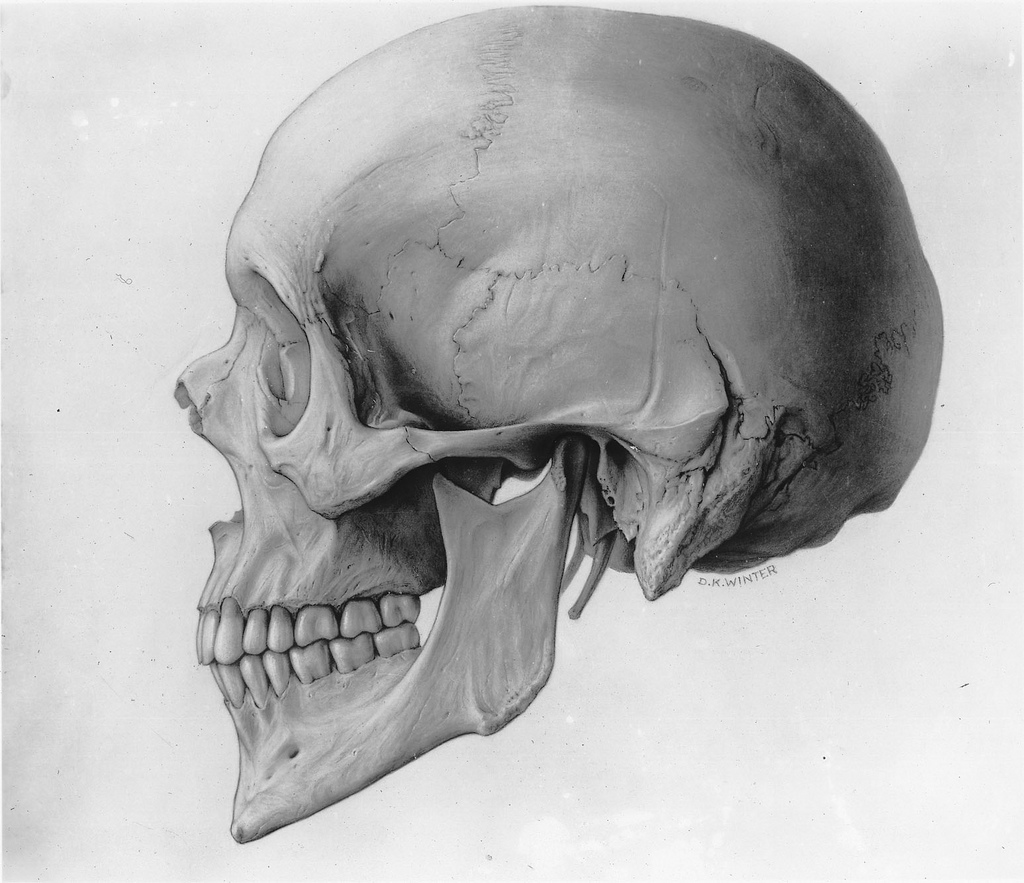
Illustration médicale de Duncan K. Winter
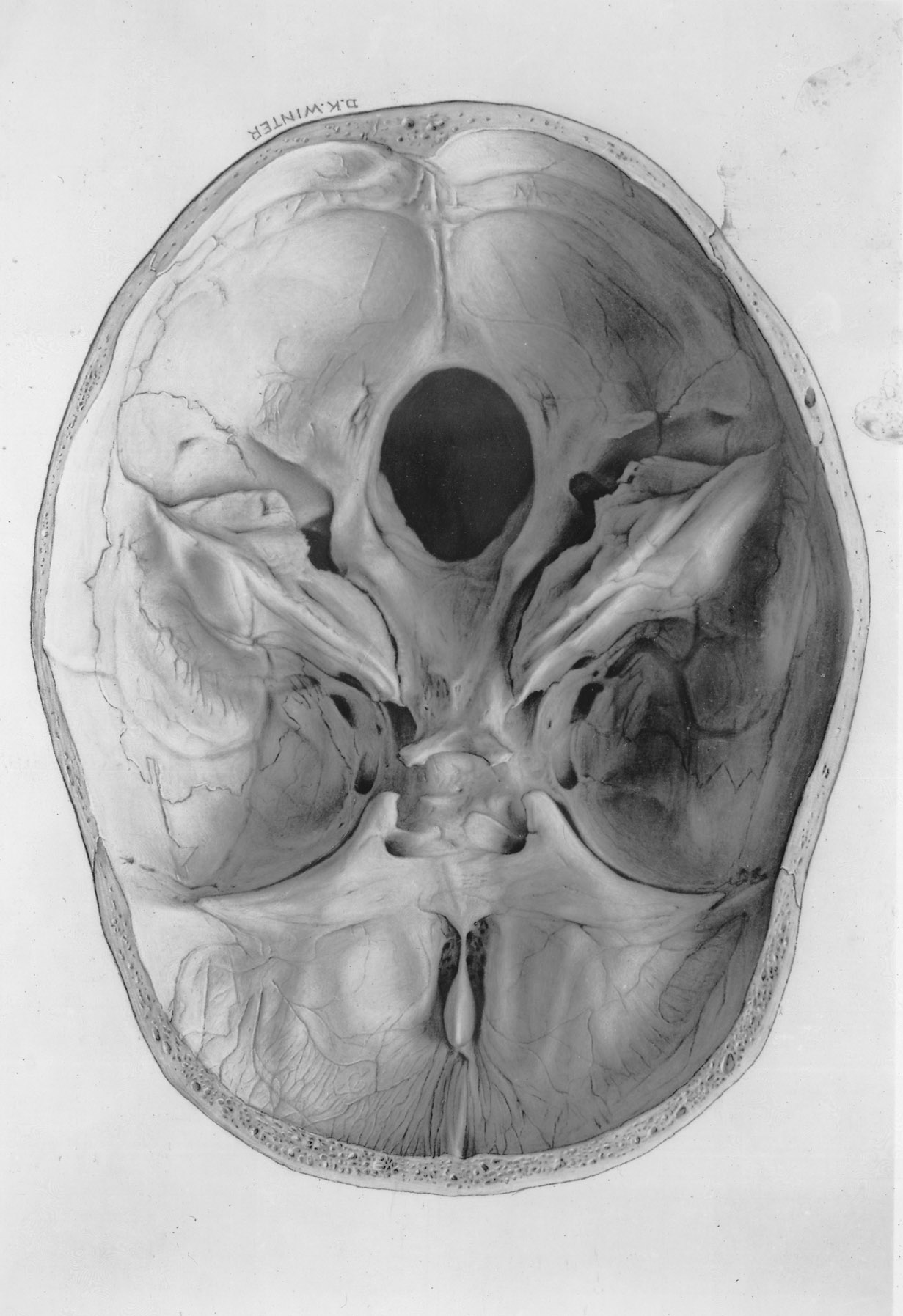
Illustration médicale par Duncan K. Winter
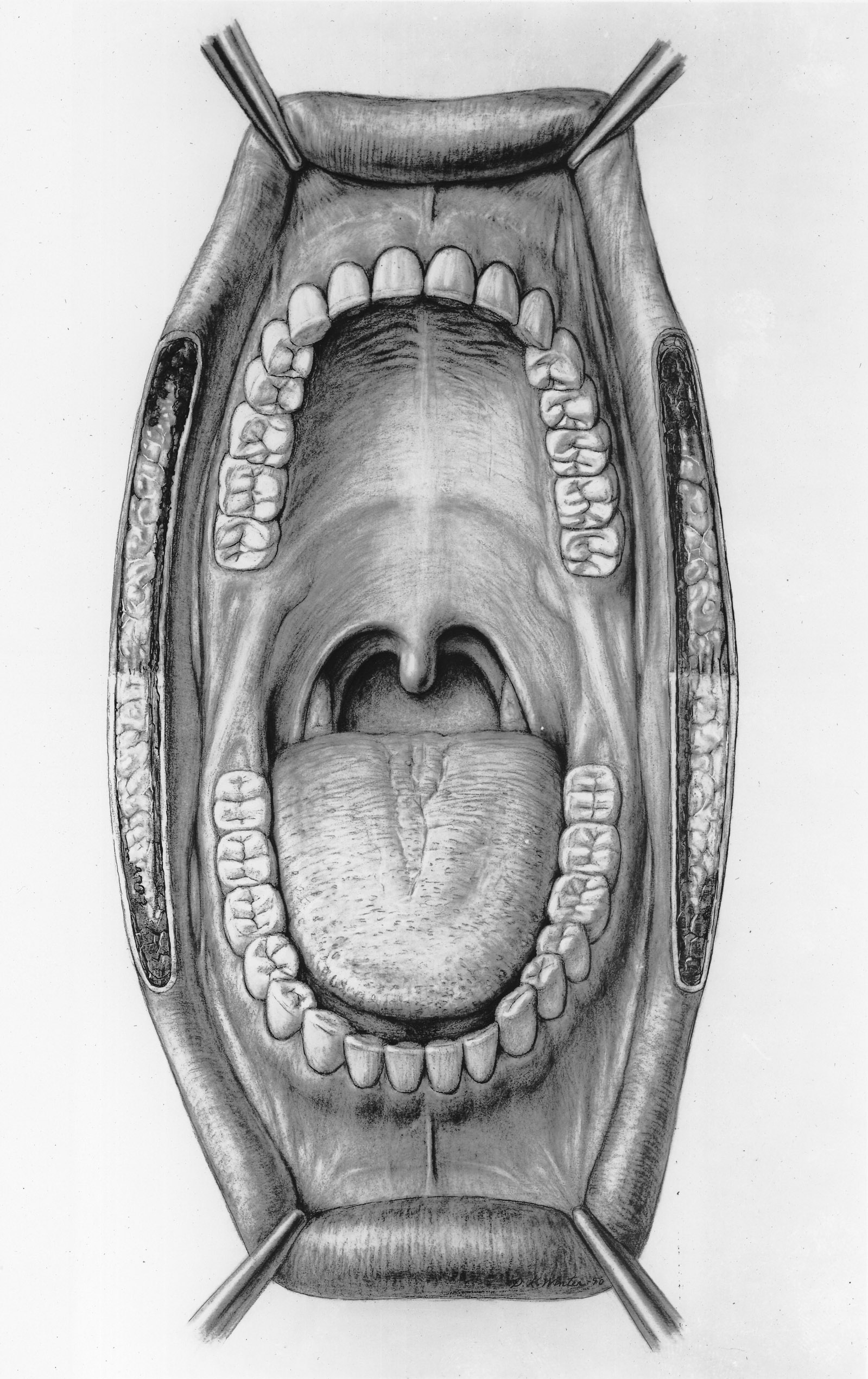
Bouche ouverte par Duncan K. Winter